# Giorgia Gianetiempo
Giorgia Gianetiempo (Mercato San Severino, 24 de septiembre de 1996) es una actriz, cantante y modelo italiana.

## Biografía
Giorgia Gianetiempo nació el 24 de septiembre de 1996 en Mercato San Severino, en la provincia de Salerno (Italia), tiene un hermano menor llamado Andrea y desde muy temprana edad mostró inclinación por la actuación, tanto que comenzó a actuar en 1999. Además de italiano, ella habla inglés con fluidez y practica el canto, baile, equitación y natación.

## Carrera
Giorgia Gianetiempo comenzó a actuar en 1999 luego de ser elegida para participar en la primera temporada de la serie emitida en Rai 1 Un medico in famiglia. En el mismo año protagonizó el cortometraje The Last Boys producido por el Festival de Cine de Giffoni. En 2000 hizo su debut cinematográfico en la película Camici bianchi dirigida por Stefano Amatucci. Al año siguiente, en 2001, protagonizó la tercera temporada de la serie emitida en Rai 1 Una donna per amico y en la película Domenica dirigida por Wilma Labate.
En 2002 actuó en el episodio Dopo la sentenza de la miniserie emitida en Rai 2 Tre casi per Laura C dirigida por Gianpaolo Tescari y en la serie emitida en Rai 1 Lo zio d'America. Al año siguiente, en 2003, participó en el reparto de la serie emitida en Rai Scuola Il divertinglese y en la miniserie emitida en Rai 1 Un papà quasi perfetto y en la serie emitida en HBO Angels in America dirigida por Mike Nichols. En el mismo año interpretó el papel de Extra en la película Uomini & donne, amori & bugie dirigida por Eleonora Giorgi.
En 2005 actuó en la primera temporada de la serie emitida en Rai 1 Guardacostas (Gente di mare) y en la miniserie emitida en Canale 5 Padri e figli. En el mismo año se unió al elenco de la película Mater Natura dirigida por Massimo Andrei y protagonizó en el cortometraje Sapone dirigido por G. Magliaro. En 2006 fue elegida para protagonizar la primera temporada de la serie  emitida en Canale 5 I Cesaroni. Al año siguiente, en 2007, volvió a actuar en la quinta temporada de la serie emitida en Rai 1 Un medico in famiglia. En el mismo año actuó en la película Vita, Amore e Destino dirigida por Carlo Fumo. En 2008 interpretó el papel de Lucia Braibanti en el episodio titulado I segreti degli altri de la sexta temporada de la serie emitida en Rai 1 Don Matteo.
En 2010 formó parte del elenco de la décima temporada de la serie emitida en Canale 5 Distretto di Polizia. A partir del mismo año fue elegida para interpretar el papel de Rossella Graziani, la hija de Silvia Graziani (interpretada por Luisa Amatucci) y Michele Saviani (interpretado por Alberto Rossi), en la telenovela emitida en Rai 3 Un posto al sole. En 2011, por esta última telenovela, fue nominada a mejor actriz de ficción en la gala de cine y ficción, junto a los actores Ilenia Lazzarin, Michelangelo Tommaso y Luca Seta.
En 2012 fue galardonada con el premio internacional a la trayectoria L'Olimpiade dell'arte e della scienza y el premio de poesía Alfonso Gatto, ambos para la telenovela Un posto al sole. Al año siguiente, en 2013, nuevamente por esta última telenovela, ganó el premio Ciudad de Saviano. De 2013 a 2015 siguió un curso de canto con F. Palma y de 2015 a 2017 siguió un curso de canto en la academia. En 2015 después de graduarse del gimnasio de la escuela secundaria clásica Torquato Tasso en Salerno, decidió inscribirse en la facultad de literatura con dirección de cine de la Universidad de Roma La Sapienza, obteniendo el título en 2021.
En 2015 fue galardonada con el premio Napoli Cultural Classic y premio internacional de la Ciudad de Pomigliano d'Arco, ambos para la telenovela Un posto al sole. Al año siguiente, en 2016, nuevamente por esta última telenovela, ganó el premio Il sognatore, junto a los actores Lorenzo Sarcinelli y Veronica Mazza. En 2017 recibió el premio a la Excelencia al Mejor drama de televisión por la telenovela Un posto al sole, junto a los actores Lucio Allocca, Lorenzo Sarcinelli, Amato D'Auria, Antonella Prisco, Raffaele Imparato, el director Bruno Nappi y el diseñador gráfico Maks Schioppa. En 2017 y 2018 asistió a un curso de "teatro-danza" con G. Cambrieri.
En 2019 fue galardonada con el primer premio del Jurado Joven del Festival Etnabook, tras participar en el booktrailer de Estelle. En el mismo año fue testimonial de The Beach Wedding Show en Pozzuoli. En noviembre del mismo año fue juramentada, junto a Luca Turco, en el concurso de belleza Miss Europa Continental. En el 2021 fue el rostro del comercial Garnier ultra dolce. En 2023 participó, junto a Luca Turco, en el evento de moda presentado por Atelier Emé, titulado È un Sogno di Primavera.

## Vida personal
Giorgia Gianetiempo desde 2017 está vinculada sentimentalmente con el actor Luca Turco, su colega en la telenovela Un posto al sole.

## Filmografía

### Cine
| Año  | Título                        | Personaje    | Director         |
| ---- | ----------------------------- | ------------ | ---------------- |
| 2000 | Camici bianchi                |              | Stefano Amatucci |
| 2001 | Domenica                      | Wilma Labate |                  |
| 2003 | Uomini & donne, amori & bugie | Extra        | Eleonora Giorgi  |
| 2005 | Mater Natura                  |              | Massimo Andrei   |
| 2007 | Vita, Amore e Destino         | Carlo Fumo   |                  |

### Televisión
| Año           | Título                       | Personaje         | Cadeña                                         | Notas                                               |
| ------------- | ---------------------------- | ----------------- | ---------------------------------------------- | --------------------------------------------------- |
| 1999, 2007    | Un medico in famiglia        |                   | Rai 1                                          | Serie de televisión                                 |
| 2001          | Una donna per amico          |                   | Rai 1                                          | Serie de televisión                                 |
| 2002          | Tre casi per Laura C         | Rai 2             | Serie de televisión, episodio Dopo la sentenza |                                                     |
| 2002          | Lo zio d'America             | Rai 1             | Miniserie de televisión                        |                                                     |
| 2003          | Il divertinglese             | Rai Scuola        | Serie de televisión                            |                                                     |
| 2003          | Un papà quasi perfetto       | Rai 1             | Miniserie de televisión                        |                                                     |
| 2003          | Angels in America            | HBO               | Miniserie de televisión                        |                                                     |
| 2005          | Guardacostas (Gente di mare) | Rai 1             | Serie de televisión                            |                                                     |
| 2005          | Padri e figli                | Canale 5          | Miniserie de televisión                        |                                                     |
| 2006          | I Cesaroni                   | Canale 5          | Serie de televisión                            |                                                     |
| 2008          | Don Matteo                   | Lucia Braibanti   | Rai 1                                          | Serie de televisión, episodio I segreti degli altri |
| 2010          | Distretto di Polizia         |                   | Canale 5                                       | Serie de televisión                                 |
| 2010-presente | Un posto al sole             | Rossella Graziani | Rai 3                                          | Telenovela                                          |

### Cortometrajes
| Año  | Título        | Director    | Productor                   |
| ---- | ------------- | ----------- | --------------------------- |
| 1999 | The Last Boys |             | Festival de Cine de Giffoni |
| 2005 | Sapone        | G. Magliaro |                             |

## Otras actividades

### Campañas publicitarias
| Año  | Título                 | Notas         |
| ---- | ---------------------- | ------------- |
| 2019 | The Beach Wedding Show | [ 47 ] [ 48 ] |
| 2021 | Garnier ultra dolce    | [ 12 ]        |

### Valores en cartera
| Año  | Título                  | Notas                                                           |
| ---- | ----------------------- | --------------------------------------------------------------- |
| 2019 | Booktrailer de Estelle  | Evento del primer premio del Jurado Joven del Festival Etnabook |
| 2019 | Miss Europa Continental | Jurada junto a Luca Turco                                       |
| 2023 | Sogno di Primavera      | Evento presentado por Atelier Emé y presente junto a Luca Turco |

## Premios y reconocimientos
| Año  | Premio                                                                      | Categoría                 | Trabajo          | Resultado                                     | Notas |
| ---- | --------------------------------------------------------------------------- | ------------------------- | ---------------- | --------------------------------------------- | --- |
| 2011 | Gala de cine y ficción                                                      | Mejor actriz de ficción   | Un posto al sole | Nominada                                      | Junto con Ilenia Lazzarin, Michelangelo Tommaso y Luca Seta                                                                  |
| 2012 | Premio internacional a la trayectoria L'Olimpiade dell'arte e della scienza |                           | Un posto al sole | Ganadora                                      | [ 28 ] |
| 2012 | Premio de poesía Alfonso Gatto                                              | Ganadora                  | Un posto al sole | [ 29 ]                                        | |
| 2013 | Premio Ciudad de Saviano                                                    | Ganadora                  | Un posto al sole | [ 31 ]                                        | |
| 2015 | Premio Napoli Cultural Classic                                              | Ganadora                  | Un posto al sole | [ 37 ]                                        | |
| 2015 | Premio internacional de la Ciudad de Pomigliano d'Arco                      | Ganadora                  | Un posto al sole | [ 38 ] [ 38 ]                                 | |
| 2016 | Premio Il sognatore                                                         | Ganadora                  | Un posto al sole | Junto con Lorenzo Sarcinelli y Veronica Mazza | |
| 2017 | Premio a la Excelencia                                                      | Mejor drama de televisión | Un posto al sole | Ganadora                                      | Junto con Lucio Allocca, Lorenzo Sarcinelli, Amato D'Auria, Antonella Prisco, Raffaele Imparato, Bruno Nappi y Maks Schioppa |
| 2019 | Primer premio del Jurado Joven del Festival Etnabook                        |                           |                  | Ganadora                                      | [ 45 ] [ 46 ] |